# 33. Waffen-Grenadier-Division der SS „Charlemagne“
Die 33. Waffen-Grenadier-Division der SS „Charlemagne“ (französische Nr. 1) war ein Großverband der Waffen-SS im Zweiten Weltkrieg (1944–1945). Sie bestand überwiegend aus kollaborierenden französischen Freiwilligen. Dem Verband gehörten auch Soldaten aus französischen Kolonien an sowie aus Indochina. Die Division erreichte allerdings nie ihre Sollstärke von 19.000 Mann. Benannt wurde sie nach dem fränkischen König und Kaiser Karl dem Großen.

## Geschichte
Eine erste bewaffnete französische Freiwilligeneinheit wurde 1941 als „Légion des volontaires français contre le bolchévisme“ aufgestellt, um an der Seite Deutschlands zu kämpfen. Der erste Einsatz fand im Winter 1941/42 an der Ostfront noch unter der Bezeichnung Infanterieregiment 638 statt. Das Regiment war Teil der 7. Infanterie-Division, die im Rahmen der Heeresgruppe Mitte am Vorstoß auf Moskau beteiligt war. Bei diesen Kämpfen erlitt das Infanterieregiment 638 schwere Verluste und wurde deshalb von 1942 bis zum Herbst 1943 in der Partisanenbekämpfung eingesetzt. Die dabei begangenen Kriegsverbrechen umfassen zahlreiche Massaker in und um die Ortschaften Briansk, Gomel, Mohilev, Orscha und Minsk. Seit Juni 1944 kam das Regiment wieder an der Front gegen die Rote Armee zum Einsatz. Inzwischen war die Stärke der Franzosen auf ein halbes Bataillon reduziert worden.

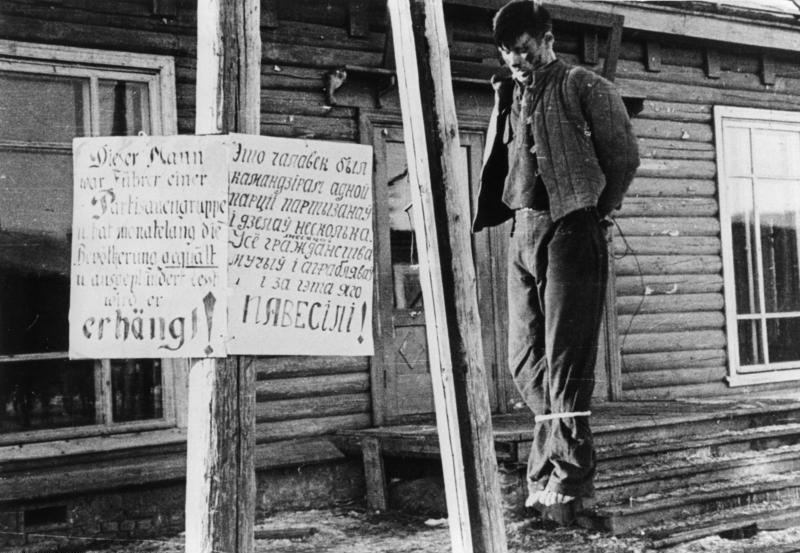
Erhängter sowjetischer Partisan bei Minsk 1942/1943

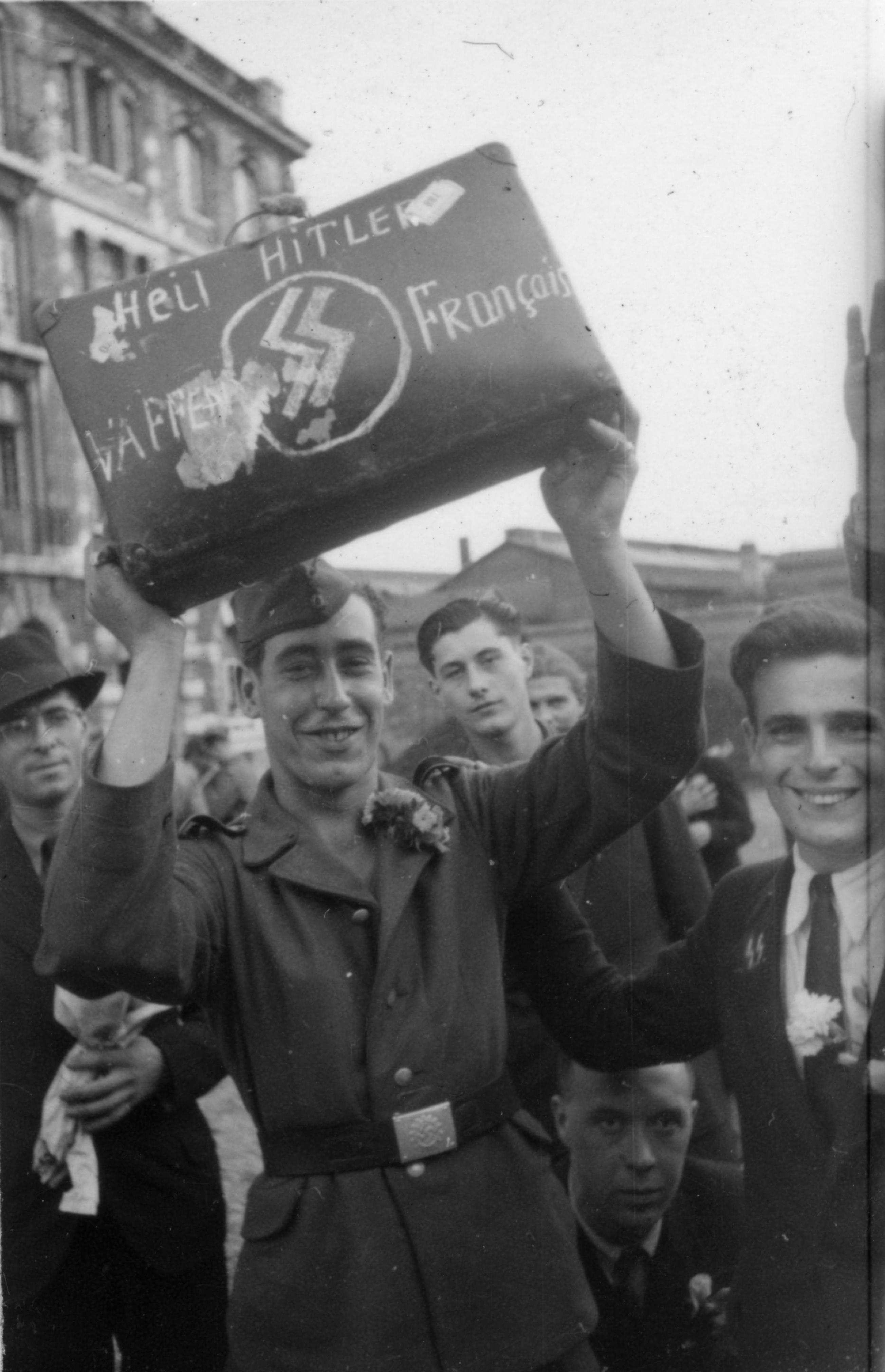
Französischer SS-Freiwilliger 1943

Im September 1944 wurde die Einheit in die Waffen-SS eingegliedert. David Cesarani gibt ihre Stärke im Februar 1945 mit etwa 5000 Mann an, denn sie wurde unter der „Inspektion“ eines deutschen Brigadeführers durch französische Kollaborateure aus allen möglichen deutschen Formationen aufgefüllt. Zu diesem Zeitpunkt erhielt der Verband den Divisionsstatus. Ab dem Jahreswechsel 1944/45 wurde die Division in Pommern eingesetzt, wo sie schwere Verluste erlitt und in drei Teile zerschlagen wurde. Ein Teil erlitt durch Artilleriefeuer schwere Verluste, der zweite wurde bei seinem Rückzug nach Westen aufgerieben. Der dritte Teil zog sich durch das Baltikum zurück und setzte sich über das Meer nach Dänemark ab. Diese Einheit bildete am 27. März 1945 in Neustrelitz unter dem Inspekteur der französischen Freiwilligenverbände SS-Brigadeführer Gustav Krukenberg das Waffen-Grenadier-Regiment der SS „Charlemagne“. Von Krukenberg vor die Wahl gestellt, weiter zu kämpfen oder in einem Baubataillon Dienst zu tun, meldeten sich von den verbliebenen 1100 Freiwilligen 900 zum Kampfbataillon. Die beiden Einheiten wurden jedoch lediglich zu Schanzarbeiten im Rücken der 3. Panzerarmee eingesetzt, bevor sie sich im Raum Bad Kleinen auflösten.
Als Krukenberg am 24. April 1945 den Befehl erhielt, das Kommando über die 11. SS-Freiwilligen-Panzergrenadier-Division „Nordland“ zu übernehmen, wurde er von einer Eskorte von 700 Mann nach Berlin begleitet. Im Kampf um Berlin wurde diese französische Kampfgruppe zunächst im Raum Neukölln eingesetzt, musste sich aber unter den Angriffen der Roten Armee über den Hermannplatz, den Anhalter Bahnhof und den Belle-Alliance-Platz auf das Reichssicherheitshauptamt in der Prinz-Albrecht-Straße zurückziehen. Heftige Angriffe der sowjetischen Truppen drängten die Franzosen auf das Gelände des Reichsluftfahrtministeriums zurück, wo sie sich am 2. Mai ergaben.
Die letzten Verteidiger der Berliner Innenstadt und damit auch der Reichskanzlei sowie des Hauptsitzes der SS in der Prinz-Albrecht-Straße waren Angehörige der französischen 33. SS-Division „Charlemagne“ und der skandinavischen 11. SS-Freiwilligen-Panzergrenadier-Division „Nordland“, die bis zur Kapitulation Berlins am 2. Mai 1945 kämpften.
Ein bekanntes Mitglied der Division war der deutsche rechtsextreme Politiker Franz Schönhuber, der 1990 in der Gruppe der europäischen Rechten im Europäischen Parlament, deren Vizepräsident er war, mit dem französischen rechtsextremen Politiker und Vorsitzenden Jean-Marie Le Pen zusammenarbeitete. Andere waren der Literaturwissenschaftler Hans Robert Jauß oder der französische Freiwillige Christian de la Mazière.

## Ausbildung
Freiwillige Rekruten wurden über das Rekrutierungsbüro Paris angeworben. Die ersten Freiwilligen wurden zur Ausbildung als 8. SS-Freiwilligen-Sturmbrigade ins Elsass geschickt. Die Offiziere wurden in den SS-Junkerschulen, die Unteroffiziere an Unterführerschulen ausgebildet, so zum Beispiel in Cernay im Elsass.

## Wappen
Das Wappen der Division „Charlemagne“ war die französische Trikolore. Das häufig gezeigte pseudo-mittelalterliche Wappen ist eine seit 1967 verbreitete Nachkriegserfindung eines ehemaligen Soldaten der Division.

## Gliederung
- Waffen-Grenadier-Regiment 57 (französisches Nr. 1)
- Waffen-Grenadier-Regiment 58 (französisches Nr. 2)
- SS-Artillerie-Abteilung 57
- SS-Panzerjäger-Abteilung 33
- SS-Pionier-Kompanie 33
- SS-Nachrichten-Kompanie 33
- SS-Feldersatz-Kompanie 33
- SS-Nachschub-Bataillon 33

## Kommandeure
- Februar 1945: SS-Oberführer Edgar Puaud
- 1. März bis 24. April 1945: SS-Brigadeführer und Generalmajor der Waffen-SS Gustav Krukenberg
- 24. April bis 8. Mai 1945: SS-Standartenführer Walter Zimmermann